# Макгрегор, Гай
Гай Дэлримпл Макгрегор (англ. Guy Dalrymple McGregor, 11 июля 1930, Фангареи, Новая Зеландия) — новозеландский хоккеист (хоккей на траве), нападающий.

## Биография
Гай Макгрегор родился 11 июля 1930 года в новозеландском городе Фангареи.
Учился в высшей школе Гисборна и университете Отаго, где получил специальность преподавателя физкультуры. Начинал спортивную карьеру в качестве регбиста, но после тяжёлой травы коленной чашечки ему рекомендовали не заниматься регби. Играл за сборную школы по крикету и хоккею на траве, затем защищал цвета «Поверти Бэй».
В 1952—1962 годах играл за сборную Новой Зеландии по хоккею на траве. Ярко сыграл в 1954 году в туре по Австралии, в ходе которого забил 22 мяча.
В 1956 году вошёл в состав сборной Новой Зеландии по хоккею на траве на Олимпийских играх в Мельбурне, занявшей 6-е место. Играл на позиции нападающего, провёл 5 матчей, забил (по имеющимся данным) 6 мячей (пять в ворота сборной Сингапура, один — Бельгии).
В 1960 году вошёл в состав сборной Новой Зеландии по хоккею на траве на Олимпийских играх в Риме, занявшей 5-е место. Играл на позиции нападающего, провёл 7 матчей, забил 1 мяч в ворота сборной ОГК.
Работал школьным учителем, затем ведущим преподавателем физического воспитания и здоровья в педагогическом колледже Окленда. Занимался гольфом.
В 2011 году был введён в Зал спортивной славы Тайравити в Гисборне.
Живёт в новозеландском городе Окленд.